# Croton gracilipes
Espèce
Croton gracilipes est une espèce de plantes à fleurs du genre Croton et de la famille des Euphorbiaceae, présente du Brésil (Minas Gerais, Mato Grosso) au Paraguay.
Il a pour synonymes :
- Croton adenopetalus, Müll.Arg., 1865
- Croton gracilipes var. angustifolius, Müll.Arg., 1873
- Croton gracilipes var. genuinus, Müll.Arg., 1873
- Croton gracilipes var. macradenius, Müll.Arg., 1873
- Croton gracilipes var. paraguariensis, Chodat & Hassl.
- Croton gracilipes forma tiliifolius, Chodat & Hassl.
- Oxydectes gracilipes, (Baill.) Kuntze